# Bolzano Novarese
Bolzano Novarese (piemontiul: Bolsan) település Olaszországban, Piemont régióban, Novara megyében. Lakosainak száma 1132 fő (2023. január 1.). Bolzano Novarese Ameno, Gozzano, Invorio és Orta San Giulio községekkel határos.

## Népesség
A település népességének változása:
| Lakosok száma | 1193 | 1190 | 1132 |
|               | 2017 | 2018 | 2023 |